# Lover Come Back
Lover Come Back (titulada Pijama para dos en España) es una comedia romántica en Eastmancolor de 1961 estrenada por Universal Pictures y dirigida por Delbert Mann. La película está protagonizada por Doris Day, Rock Hudson y Tony Randall, en su segunda de tres película juntos. El resto del reparto incluye a Edie Adams, Ann B. Davis, y Donna Douglas.
La historia es similar a la primera película protagonizada por Hudson, Day, y Randall Pillow Talk (1959), acerca de una falsa identidad. Aunque no es tan conocida como Pillow Talk, el guion de Stanley Shapiro y Paul Henning se llevó una nominación al Óscar al Mejor Guion. Hudson, Day, y Randall volverían a trabajar juntos por última vez en Send Me No Flowers de 1964.

## Argumento
En una agencia publicitaria de Nueva York, Jerry Webster (Rock Hudson), un ejecutivo de la Avenida Madison, ha cosechado un gran éxito laboral, pero no a través del trabajo duro o su inteligencia sino llevándose de juerga a sus clientes, con chicas y alcohol.
En la agencia rival está Carol Templeton (Doris Day). A pesar de que nunca le ha conocido, a Carol le repugnan las formas de Jerry e informa al Consejo de Publicidad. Jerry envía a la reunión con el Consejo a una atractiva corista, Rebel Davis (Edie Adams), para seducir a los miembros del Consejo.
Jerry promete a Rebel que ella saldrá en un anuncio, así que graba un anuncio para “VIP,” un producto inexistente. El anuncio es accidentalmente retransmitido en televisión, a causa de la incompetencia del presidente de la compañía, Pete Ramsey (Tony Randall).
Debido a esta equivocación, Jerry necesita crear rápidamente un producto. Soborna a un químico, el Dr. Linus Tyler (Jack Kruschen), para crear algún producto llamado “VIP”. Jerry se hace pasar por Tyler, el inventor, con Carol, cuando esta pretende robar el cliente a Tyler, es decir, acercarse al Dr. Tyler para convencerle de que le permita a su empresa promocionar su producto. Así, Jerry engaña a Carol, hasta el punto de hacerla dudar sobre si acostarse con él.
Carol descubre la verdad. Horrorizada, una vez más informa al Consejo Publicitario, esta vez por promocionar un producto que no existe. Jerry, aun así, llega a la reunión con VIP, un dulce de menta creado por el Dr. Tyler. Proporciona una muestra gratuita a todo el mundo allí presente, incluyendo a Carol.
“VIP” resulta ser un dulce con un gran contenido de alcohol, teniendo el mismo efecto, uno solo de los dulces, de un martini triple. Sus efectos producen que Carol, quien tiene muy poca tolerancia al alcohol, y Jerry se despierten en una cama semidesnudos y casados. 
Carol anula el matrimonio, pero Jerry convence a la industria del alcohol de dar a Carol un 25% de sus ganancias a cambio de retirar VIP del mercado y quemar la fórmula. Jerry deja Nueva York para trabajar en la rama de la compañía en California — sólo para ser avisado nueve meses después por la secretaria de Carol de que va a dar a luz un hijo suyo. Acude al hospital y allí contraen nuevamente matrimonio.

## Reparto
- Rock Hudson - Jerry Webster
- Doris Day - Carol Templeton
- Tony Randall - Peter 'Pete' Ramsey
- Edie Adams - Rebel Davis
- Jack Oakie - J. Paxton Miller
- Jack Kruschen - Doctor Linus Tyler
- Ann B. Davis - Millie, la secretaria de Carol
- Joe Flynn - Hadley
- Howard St. John - Mr. John Brackett
- Karen Norris - Kelly, la secretaria de Jerry
- Jack Albertson - Fred
- Charles Watts - Charlie
- Donna Douglas - Deborah, la secretaria de Peter
- Ward Ramsey - Hodges
- John Litel - miembro de la Comisión

## Canciones
Aunque no es un musical, la película contiene dos canciones cantadas por Day: "Lover Come Back" durante los créditos de apertura, y "Should I Surrender" cuando duda sobre qué hacer con sus sentimientos hacia Jerry.

## Premios
- Óscar al Mejor Guion Original (Stanley Shapiro, Paul Henning) - nominados
- Globo de Oro al Mejor Actor de Apoyo (Tony Randall) - nominado
- Premio Golden Laurel a la Mejor Comedia - ganador
- Premio Golden Laurel a la Mejor Actriz Cómica (Doris Day) - ganadora
- Premio Golden Laurel al Mejor Actor Cómico (Rock Hudson) - nominado
- Premio Golden Laurel al Mejor Actor Cómico (Tony Randall) - nominado
- Premio Golden Laurel a la Mejor Actriz Cómica (Edie Adams) - nominada